# Leptoderris
Leptoderris là một chi thực vật có hoa thuộc họ Fabaceae. Nó thuộc phân họ Faboideae hoặc Papilionoideae.